# Georges Franceschetti
Georges Franceschetti (* 16. März 1948 in Bastia) ist ein ehemaliger französischer Fußballspieler.

## Karriere
Franceschetti wuchs auf Korsika auf und spielte dort ab dem Alter von 17 Jahren für den SEC Bastia, wobei er zuerst für dessen zweite Mannschaft auflief. Nach seinem Militärdienst rückte er zu Beginn der Saison 1967/68 in die Zweitligamannschaft Bastias auf und absolvierte für diese zwei Spiele, bevor er im November 1967 an den Ligakonkurrenten AS Cannes verliehen wurde, wo er zum Stammspieler avancierte. Nach seiner Rückkehr zum mittlerweile aufgestiegenen Bastia konnte er sich noch im Verlauf der Spielzeit 1968/69 einen Stammplatz in der höchsten französischen Spielklasse erkämpfen. Zuerst zählte er so zu einer Mannschaft, die um den Klassenerhalt kämpfe, bevor sie sich unter Trainer Pierre Cahuzac in den folgenden Jahren zunehmend etablieren konnte. Darüber hinaus gelang ihr der Einzug ins Pokalendspiel 1972, in das Franceschetti die Spieler als Mannschaftskapitän führte, aber am Ende eine 1:2-Niederlage gegen Olympique Marseille hinnehmen musste. 
Ebenjener Verein war es, der ihn im Anschluss an das Finale unter Vertrag nahm. Bei dem Erstligisten hatte er vor allem mit der Konkurrenz durch den französischen Nationalspieler Jacques Novi zu kämpfen, auch wenn Franceschetti weiterhin zu regelmäßigen Einsätzen kam; zudem lief er erstmals im UEFA-Cup auf. Trotz allem entschied er sich 1974 nach zwei Jahren für eine Rückkehr zum SEC Bastia, mit dem er weiterhin in der ersten Liga antrat und dabei seinen Stammplatz wieder besetzen durfte. Bedingt durch die Ankunft von Jean-François Larios und Félix Lacuesta büßte er diesen 1977 jedoch ein, sodass er über gelegentliche Einsätze nicht mehr hinauskam. Am Erreichen des UEFA-Cupfinals 1978 war er zwar beteiligt, wurde in beiden Endspielen aber nicht eingesetzt; da seine Mitspieler an der PSV Eindhoven scheiterten, erreichte Franceschetti in seiner Karriere keinen einzigen Titelgewinn. Im Anschluss an das Finale beendete er mit 30 Jahren nach 280 Erstligapartien mit 30 Toren und 24 Zweitligapartien ohne Tor seine Laufbahn und kehrte in keiner anderen Funktion in den Profifußball zurück.